# Pilosocereus chrysostele

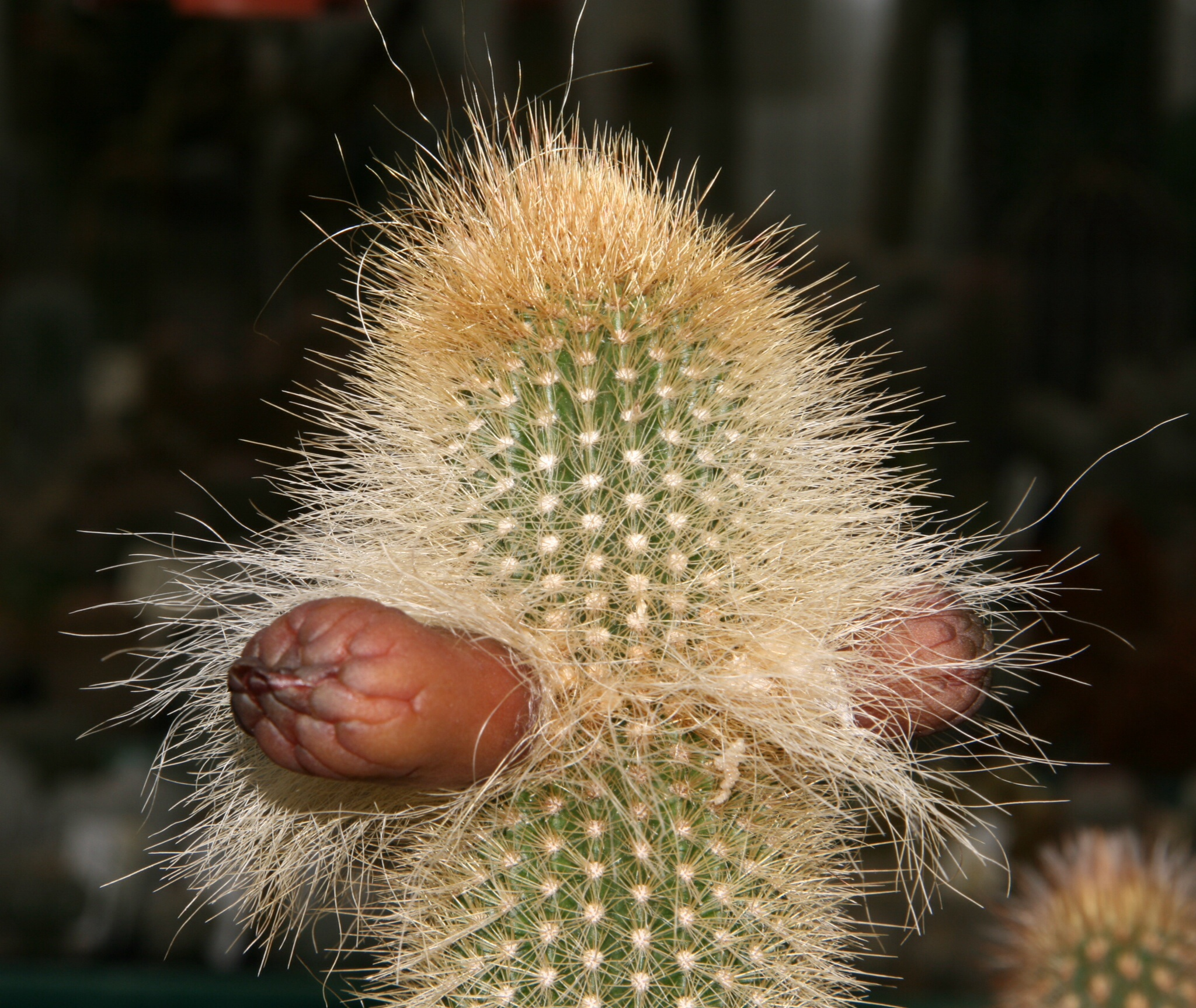
Pilosocereus chrysostele

Pilosocereus chrysostele ist eine Pflanzenart in der Gattung Pilosocereus aus der Familie der Kakteengewächse (Cactaceae). Das Artepitheton chrysostele bedeutet ‚Goldpfeiler – säule‘.

## Beschreibung
Pilosocereus chrysostele wächst strauchig, verzweigt nur der Basis und erreicht Wuchshöhen von 1,5 bis 3 Metern. Die aufrechten, glatten Triebe sind hellgrün und haben Durchmesser von 4 bis 7 Zentimetern. Es sind 22 bis 23 Rippen vorhanden. Die durchscheinenden Dornen sind hellgelb. Die aufsteigenden 6 bis 8 Mitteldornen sind 0,4 bis 1,2 Zentimeter lang. Die 9 bis 12 ausgebreiteten Randdornen sind 4 bis 10 Millimeter lang. Der blühfähige Teil der Triebe ist sehr deutlich ausgeprägt. Aus den seitlichen Areolen und denen nahe der Triebspitze entspringen weiße Haare von bis zu 2 Zentimeter Länge und goldfarbene, 4 bis 6 Zentimeter lange Borsten.
Die kurzen und breit röhren- bis trichterförmigen, weißen Blüten sind an der Außenseite mehr oder weniger rosafarben oder bräunlich. Sie sind 4,5 bis 5 Zentimeter lang und weisen Durchmesser von 3,5 Zentimetern auf. Die niedergedrückt kugelförmigen Früchte erreichen Durchmesser von 3 bis 3,5 Zentimetern, reißen seitlich oder in der Nähe ihrer Basis auf und enthalten ein magentafarbenes Fruchtfleisch.

## Verbreitung, Systematik und Gefährdung
Pilosocereus chrysostele ist im Nordosten Brasiliens in Höhenlagen von 430 bis 600 Metern verbreitet.
Die Erstbeschreibung als Cereus chrysostele wurde 1923 von Friedrich Karl Johann Vaupel veröffentlicht. Ronald Stewart Byles und Gordon Douglas Rowley stellten die Art 1957 in die Gattung Pilosocereus. Weitere nomenklatorische Synonyme sind Pilocereus chrysostele (Vaupel) Werderm. (1933), Cephalocereus chrysostele (Vaupel) Borg (1937) und Pseudopilocereus chrysostele (Vaupel) Buxb. (1968).
Es werden folgende Unterarten unterschieden:
- Pilosocereus chrysostele subsp. chrysostele
- Pilosocereus chrysostele subsp. catimbauensis N.P.Taylor & Albuq.-Lima

In der Roten Liste gefährdeter Arten der IUCN wird die Art als „Near Threatened (NT)“, d. h. als gering gefährdet geführt.

## Nachweise